# Колотинский, Сергей Диомидович
Серге́й Диоми́дович Колоти́нский (21 апреля [3 мая] 1869, Вятка, Вятская губерния, Российская империя — 1921, Москва) — российский психиатр, ученик В. М. Бехтерева и Н. М. Попова, доктор медицины, действительный статский советник, директор и главный врач Московской окружной психиатрической лечебницы (в настоящее время — Психиатрическая больница № 5 Департамента здравоохранения Москвы).

## Биография
Сергей Диомидович родился 21 апреля 1869 года в губернском городе Вятке. Его отец, статский советник Диомид Иванович Колотинский, всю жизнь состоял на государственной службе в Вятской губернии.
Среднее образование С. Д. Колотинский получил в вятской мужской гимназии, которую окончил с серебряной медалью в 1887 году. 11 августа того же года Сергей Диомидович зачислен студентом медицинского факультета Императорского Казанского университета.
31 мая 1892 года С. Д. Колотинский окончил Казанский университет и получил диплом лекаря с отличием. В том же году он занимает должность сверхштатного ординатора клиники Казанского университета и работает в этой должности в течение двух лет, одновременно работает на кафедре психиатрии Казанского университета и в психофизиологической лаборатории университета, которыми руководил Владимир Михайлович Бехтерев.
В 1893 году Сергей Диомидович переехал в Санкт-Петербург, чтобы продолжить под руководством В. М. Бехтерева исследования по морфологии и физиологии нервной деятельности на кафедре нервных и душевных болезней Императорской Военно-медицинской академии.
В 1895 году С. Д. Колотинский принял предложение о сотрудничестве с Министерством внутренних дел и стал сверхштатным чиновником департамента МВД, вскоре Сергей Диомидович получил должность ординатора петербургской Новознаменской больницы, где работает под руководством Николая Николаевича Реформатского.
По результатам семилетней работы в Военно-медицинской академии и в Новознаменской больнице в 1902 году С. Д. Колотинским защищена диссертация на соискание учёной степени доктора медицины на тему «Хронические отравления спорыньёй и наблюдаемые при них изменения в центральной нервной системе у животных».
Вскоре после защиты докторской диссертации, в конце 1902 года С. Д. Колотинский назначен на должность директора Винницкой окружной психиатрической лечебницы, которой руководит до апреля 1907 года.
1 апреля 1907 года С. Д. Колотинский назначен директором и главным врачом только что построенной Московской окружной психиатрической лечебницы, расположенной на территории бывшего имения князей Оболенских в селе Троицком Молодинской волости Подольского уезда.
На первом этапе работы больницы приходилось заниматься не столько врачебной, сколько административно-хозяйственной деятельностью, что нашло своё отражение в воспоминаниях московского губернатора В. Ф. Джунковского:

Директором лечебницы назначен был доктор медицины Колотинский — человек, по-видимому, очень хороший, добросовестный, опытный и весьма ретиво принявшийся за дело. Но условия были так трудны, что надо было удивляться, как он ещё справлялся с делом. Входя в его положение, я всячески старался ему прийти на помощь и дал ему разрешение обращаться ко мне постоянно во всякое время по телефону
— Джунковский В.Ф. Автобиография
С. Д. Колотинский играл основополагающую роль в становлении и развитии Московской окружной психиатрической лечебницы. Под его руководством Московская окружная психиатрическая лечебница становится одним из лучших медицинских учреждений в Российской империи. Экспозиция, рассказывающая о деятельности лечебницы, была удостоена Бронзовой медали на Международной выставке гигиены в Дрездене в 1911 году.
Помимо основной врачебной и административной деятельности С. Д. Колотинский исполнял обязанности церковного старосты больничной церкви Преподобного Сергия Радонежского. Кроме того, на территории лечебницы им была организована школа, в которой учились дети сотрудников.
Особо трудный период в деятельности Московской окружной психиатрической лечебницы приходится на 1914 − 1917 годы и связан с событиями Первой мировой войны. Лечебницы была вынуждена принимать больных, эвакуированных из варшавской и виленской больниц. Сергей Диомидович сумел не только организовать приём и размещение беженцев, но и справиться с эпидемией холеры, завезённой с мест эвакуации.
С. Д. Колотинский возглавлял Московскую окружную психиатрическую лечебницу до 1 мая 1917 года, о чём свидетельствует запись регистрационной книге.
Сергей Диомидович Колотинский скончался в 1921 году в городе Москве.

## Научно-практическая и общественная работа
По своим научным воззрениям Сергей Диомидович Колотинский принадлежал Бехтеревской научной школе, которую характеризует комплексный подход к исследуемым проблемам, основанный на системном
анализе информации, сравнении с данными клинической практике и выработке качественно нового подхода к методам лечения душевнобольных:

… в Казани образовалась и первая школа моих учеников, из которых вышли будущие профессора П. О. Останков, Б. И. Воротынский и директора и врачи больших психиатрических учреждений — д-ра Васильев, Диомидов, Мальцев, Мейер, Колотинский, Реформатский и др.
— Бехтерев В.М. Автобиография
В 1896 году С. Д. Колотинским было предложено введение карточной системы больничной отчётности с последующей статической обработкой полученных данных, что способствовало освещению клинических вопросов по этиологии, течению и исходу душевных болезней.
По инициативе С. Д. Колотинского в 1903 году была начата работа по упорядочению подготовки младшего и среднего персонала психиатрических больниц в Российской империи. На основании переписки с ведущими психиатрами, в том числе с В. И. Яковенко, были разработаны производственные инструкции и организованы курсы для фельдшерского персонала.
С. Д. Колотинскому принадлежат предложения о необходимости разработки первичных законодательных актов, на основании которых должна строиться вся деятельность медицинских учреждений, и о создании единой типовой системы учёта данных больных и классификации душевных заболеваний. Кроме того, С. Д. Колотинским рассматривались вопросы о точной регламентации внутренней жизни психиатрических больниц. Эти предложения были высказаны на Втором съезде российских психиатров, проходившем в Киеве в сентябре 1905 года.
С. Д. Колотинским уделялось особое внимание значимости правильного диагностирования психиатрических заболеваний, что означало решение многих практических задач психиатрии.

## Семья
- Отец — Колотинский, Диомид Иванович (1829 —1892[5]) в 1854—1855 годах — секретарь земского суда в Слободском уезде Вятской губернии, 1860 −1870 годах — секретарь Слободского городского магистрата, в 1870 году — коллежский секретарь канцелярии губернатора, в 1871- старший чиновник по особым по особым поручениям при вятском губернаторе, в 1873 году — асессор, титулярный советник в общем присутствии губернского правления. С 1881 года Д. И. Колотинский — секретарь губернского присутствия по крестьянским делам, надворный советник; с 1882 года — коллежский советник, а с 1891 года — статский советник[21].
- Мать — Колотинская, Ольга Ивановна.
- Брат — Колотинский, Николай Диомидович (1867—1927), российский правовед, профессор Казанского университета[4][6]. Автор фундаментальных трудов по истории римского права.
- Брат — Колотинский, Владимир Диомидович (1870—1953), врач, надворный советник. В 1893 году окончил с отличием медицинский факультет Императорского Казанского университета. В 1894—1900 годах — военврач 75-го пехотного полка в Подольской губернии, а затем 188-го резервного полка в Киеве, в 1900—1907 годах — городской врач города Козлова Тамбовской губернии, в 1907—1916 годах — уездный врач Елатомского, а затем Козловского уездов. С 1924 года и до конца жизни — судебный врач, а затем врач судебно-медицинской экспертизы в городе Козлове[4][26].
- Брат — Колотинский Вячеслав Диомидович (1876—1907), военврач, ординатор Казанской окружной лечебницы.
- Жена — Колотинская (Невостуева), Анна Ивановна (1862—1945). Родилась в городе Воткинске Сарапульского уезда Вятской губернии. В 1893 году окончила повивальный институт Императорского Казанского университета. Скончалась в городе Казани[6][25].
  - Сын — Колотинский, Сергей Сергеевич (1896—1962), военнослужащий, преподаватель. Окончил юнкерское, затем артиллерийское училище, подпоручик Российской армии, с 1918 года служил в Красной Армии, с 1920 года — начальник школы 17-й стрелковой дивизии, с 1921 года — преподаватель Казанской высшей войсковой школы, с 1922 года — преподаватель Киевской военной школы им. Каменева, с 1930 года — начальник школы 75-го артиллерийского полка. В 1930 году был осуждён на пять лет по делу «Весна» позднее был реабилитирован[27][28]. В годы Великой Отечественной войны воевал в составе действующей Красной Армии. В 1945—1958 годах — преподаватель электротехники, а затем преподавателем военной подготовки[25].
  - Сын — Колотинский, Борис Сергеевич (1900—неизв.), инженер-таксатор. После Великой Отечественной войны работал в Казани в Татарском управлении лесного хозяйства[25].

## Награды
- Ордена Святого Станислава II и III степени.
- Медаль «В память царствования императора Александра III»

## Публикации
1. Колотинский С.Д. Жан Мартен Шарко и его научное значение // Неврол. вестн. — 1893. — Т. 1, вып. 3.
2. Колотинский С.Д. Множественный саркоматос центр. нервной системы переносного происхождения // Неврол. вестн. — 1896. — Т. 4, вып. 1—2.
3. Колотинский С.Д. Хронические отравления спорыньёй и наблюдаемые при них изменения в центральной нервной системе у животных: Дисс. докт. наук.. — СПб., 1902.
4. Колотинский С.Д. Краткое описание Московской окружной лечебницы для душевнобольных и очерк её деятельности за период 1907-1910 гг. — М.: Типография А.П. Петцмана, 1911. — 28 с.
5. Колотинский С.Д. По поводу письма под заголовком «Оригинальный экспонат», напечатанного в «Современной психиатрии» за июль месяц 1911 года. — М.: Типография А.П. Петцмана, 1911.